# Constança de Montcada
Constança de Montcada de Marsan (1245 - 26 d'abril de 1310) fou vescomtessa de Marsan (1290-1310) i comtessa titular de Bigorra, filla de Gastó VII de Montcada, vescomte de Bearn i de Mata de Matha.

## Biografia
Filla del vescomte Gastó VII de Bigorra i la seva esposa, Mata de Matha, i germana de Margarida de Bearn.
El testament de la seva àvia materna, Peronella de Bigorra († 1251), comtessa de Bigorra i vescomtessa de Marsan, determinava que Bigorra passava a la filla gran Alix o Alícia de Montfort i el vescomtat de Marsan a la filla petita, Mata de Matha. Alix va morir el 1255 deixant Bigorra al seu fill Esquivat de Chabanès, i Mata va morir entre 1270 i 1273, deixat Marsan a Constança. Gastó VII de Bearn va donar suport a Esquivat per conservar el comtat enfront de les ambicions de Simó V de Montfort, però a la mort d'Esquivat va denunciar el testament i va reclamar Bigorra, que va disputar a una altra pretendenta, Laura de Chabanès, germana d'Esquivat. Però el rei Eduard I d'Anglaterra, senyor feudal dels territoris, no va acceptar la unió entre Bearn i Bigorra, que feia Gastó massa poderós, i va fer ocupar Bigorra pel seu lloctinent Joan de Grailly, obligant Gastó a retirar les seves forces del comtat. Constança va cridar llavors a Felip IV el Bell, rei de França, que va ordenar la confiscació del comtat basant-se en una acta del comte Bernat II de Bigorra, que va interpretar com una donació.

## Matrimonis i fills
Es va casar el 1260 a Calataiud amb Alfons d'Aragó († 26 de març de 1260), fill del rei Jaume I el Conqueridor i d'Elionor de Castella, però va morir als tres dies de l'enllaç.
Llavors, es va concertar el matrimoni amb Enric I de Navarra, però no es va concretar i, finalment, es va casar el 15 de maig del 1269 amb Enric de Cornualla (1235 † 1271), fill de Ricard de Cornualla, comte de Cornualla (que després fou rei dels romans) i d'Isabel Maréchal; Enric fou assassinat a Viterbo al cap de dos anys (13 de març del 1271).
Encara es va casar altre cop el 1279 amb Aimó II, comte de Ginebra († 1280).
De cap dels matrimonis va tenir fills.